# Lijst van landen met datum van onafhankelijkheid
Dit is een lijst van landen met datum van hun onafhankelijkheid.
De onafhankelijkheid van een staat is niet eenduidig gedefinieerd. Er zijn gebieden die hun eigen onafhankelijkheid uitroepen, maar niet erkend wordt door andere landen. Ook kunnen er dagen, jaren tot eeuwen voorbijgaan voordat een staat als onafhankelijk erkend wordt door andere staten. Voorts kan de onafhankelijkheid van een land voor een bepaald tijdperk worden onderbroken en later weer hersteld, waarbij het onduidelijk is of de oude staat wordt voortgezet of een nieuwe is ontstaan; in dat geval worden beide onafhankelijkheidsdagen genoemd.
In de onderstaande tabel wordt de onafhankelijkheidsdag gebruikt. In veel gevallen is dit hetzelfde als de nationale feestdag (zie aldaar), maar niet altijd.

## Afrika
| Land                          | Onafhankelijkheidsverklaring | Erkenning         | Toelichting |
| ----------------------------- | ---------------------------- | ----------------- | --- |
| Algerije                      | 5 juli 1962                  | 3 juli 1962       | Onafhankelijk van Frankrijk na de Algerijnse Oorlog en een referendum ten gunste van afscheiding gehouden op 1 juli 1962. Frankrijk erkende de onafhankelijkheid van Algerije op 3 juli en op 5 juli verklaarde Algerije zichzelf onafhankelijk.                                                                           |
| Angola                        | 11 november 1975             | 11 november 1975  | Onafhankelijk van Portugal. |
| Benin                         | 1 augustus 1960              | 1 augustus 1960   | Onafhankelijk van Frankrijk onder de naam Dahomey. Op 30 november 1975 werd de naam gewijzigd in Benin. |
| Botswana                      | 30 september 1966            | 30 september 1966 | Onafhankelijk van het Verenigd Koninkrijk. |
| Burkina Faso                  | 5 augustus 1960              | 5 augustus 1960   | Kolonie Opper-Volta verwerft onafhankelijkheid van Frankrijk. In 1984 hernoemd tot Burkina Faso. |
| Burundi                       | 1 juli 1962                  | 1 juli 1962       | Onafhankelijk van België. |
| Centraal-Afrikaanse Republiek | 13 augustus 1960             | 13 augustus 1960  | Onafhankelijk van Frankrijk. Van 4 december 1976 tot 20 september 1979 was het land een monarchie onder de naam Centraal-Afrikaans Keizerrijk. |
| Comoren                       | 6 juli 1975                  | 31 december 1975  | Onafhankelijk van Frankrijk. |
| Congo-Brazzaville             | 15 augustus 1960             | 15 augustus 1960  | Onafhankelijk van Frankrijk. |
| Congo-Kinshasa                | 1 juli 1960                  | 1 juli 1960       | De Congo-Vrijstaat werd op 22 april 1884 opgericht en op 29 mei 1885 erkend als onafhankelijke staat van de Belgische koning. Op 15 november 1908 werd de staat een kolonie van België (Belgisch-Congo) tot het in 1960 onafhankelijk werd. Van 29 oktober 1971 tot 17 mei 1997 stond het land bekend onder de naam Zaïre. |
| Djibouti                      | 27 juni 1977                 | 27 juni 1977      | Onafhankelijk van Frankrijk. |
| Egypte                        | 28 februari 1922             | 28 februari 1922  | Onafhankelijk van het Verenigd Koninkrijk. Voor de Engelse overheersing bestond Egypte als staat echter al duizenden jaren. |
| Equatoriaal-Guinea            | 12 oktober 1968              | 12 oktober 1968   | Onafhankelijk van Spanje. |
| Eritrea                       | 24 mei 1993                  | 24 mei 1993       | Onafhankelijk van Ethiopië. |
| Ethiopië                      | ca. 1137                     | ca. 1137          | Het Keizerrijk Ethiopië of Abessinië ontstond rond 1137 en kwam voort uit het Koninkrijk Aksum (ca. 100 - ca. 940). Ethiopië werd op 9 mei 1936 door Italië geannexeerd en in 1941 door de geallieerden bevrijd. Op 21 maart 1975 werd de monarchie afgeschaft.                                                            |
| Gabon                         | 17 augustus 1960             | 17 augustus 1960  | Onafhankelijk van Frankrijk. |
| Gambia                        | 18 februari 1965             | 18 februari 1965  | Onafhankelijk van het Verenigd Koninkrijk. |
| Ghana                         | 6 maart 1957                 | 6 maart 1957      | Onafhankelijk van het Verenigd Koninkrijk. |
| Guinee                        | 2 oktober 1958               | 2 oktober 1958    | Onafhankelijk van Frankrijk. |
| Guinee-Bissau                 | 24 september 1973            | 10 september 1974 | Onafhankelijk van Portugal. |
| Ivoorkust                     | 7 augustus 1960              | 7 augustus 1960   | Onafhankelijk van Frankrijk. |
| Kaapverdië                    | 5 juli 1975                  | 5 juli 1975       | Onafhankelijk van Portugal. |
| Kameroen                      | 1 januari 1960               | 1 januari 1960    | Onafhankelijk van Frankrijk. Het zuidelijke deel van Brits-Kameroen sluit zich op 1 oktober 1961 bij Kameroen aan. |
| Kenia                         | 12 december 1963             | 12 december 1963  | Onafhankelijk van het Verenigd Koninkrijk. |
| Lesotho                       | 4 oktober 1966               | 4 oktober 1966    | Lesotho ontstond als staat in 1822 en de onafhankelijkheid werd op 13 december 1843 door het Verenigd Koninkrijk erkend. Op 12 maart 1868 werd Lesotho een Brits protectoraat en vervolgens kolonie onder de naam Basutoland. In 1966 werd Lesotho weer onafhankelijk.                                                     |
| Liberia                       | 26 juli 1847                 | 21 oktober 1862   | Liberia werd gesticht door bevrijde Amerikaanse slaven met hulp van de American Colonization Society. De onafhankelijkheid werd in 1848 erkend door het Verenigd Koninkrijk, in 1852 door Frankrijk en in 1862 door de Verenigde Staten.                                                                                   |
| Libië                         | 24 december 1951             | 24 december 1951  | Samenvoeging van het Britse mandaatgebied Tripolitanië, het Franse mandaatgebied Fezzan en het onafhankelijke emiraat Cyrenaica. |
| Madagaskar                    | 26 juni 1960                 | 26 juni 1960      | Onafhankelijk van Frankrijk onder de naam Malagasië. Sinds 20 december 1975 heet het land Madagaskar. |
| Malawi                        | 6 juli 1964                  | 6 juli 1964       | Onafhankelijk van het Verenigd Koninkrijk. |
| Mali                          | 20 juni 1960                 | 20 juni 1960      | De Mali-federatie werd op 20 juni 1960 onafhankelijk van Frankrijk. Op 20 augustus trekt Senegal zich terug uit de federatie en op 22 december wordt de naam gewijzigd in Mali. |
| Marokko                       | 2 maart 1956                 | 2 maart 1956      | Onafhankelijk van Frankrijk en Spanje. |
| Mauritanië                    | 28 november 1960             | 28 november 1960  | Onafhankelijk van Frankrijk. |
| Mauritius                     | 12 maart 1968                | 12 maart 1968     | Onafhankelijk van het Verenigd Koninkrijk. |
| Mozambique                    | 25 juni 1975                 | 25 juni 1975      | Onafhankelijk van Portugal. |
| Namibië                       | 21 maart 1990                | 21 maart 1990     | Onafhankelijk van Zuid-Afrika. |
| Niger                         | 3 augustus 1960              | 3 augustus 1960   | Onafhankelijk van Frankrijk. |
| Nigeria                       | 1 oktober 1960               | 1 oktober 1960    | Onafhankelijk van het Verenigd Koninkrijk. |
| Oeganda                       | 9 oktober 1962               | 9 oktober 1962    | Onafhankelijk van het Verenigd Koninkrijk. |
| Rwanda                        | 1 juli 1962                  | 1 juli 1962       | Onafhankelijk van België. |
| Sao Tomé en Principe          | 12 juli 1975                 | 12 juli 1975      | Onafhankelijk van Portugal. |
| Senegal                       | 20 augustus 1960             | 20 augustus 1960  | Afsplitsing van de Mali-federatie, die op 20 juni onafhankelijk was geworden van Frankrijk. |
| Seychellen                    | 29 juni 1976                 | 29 juni 1976      | Onafhankelijk van het Verenigd Koninkrijk. |
| Sierra Leone                  | 27 april 1961                | 27 april 1961     | Onafhankelijk van het Verenigd Koninkrijk. |
| Somalië                       | 1 juli 1960                  | 1 juli 1960       | Unificatie van het onafhankelijke Somaliland (sinds 26 juni 1960 onafhankelijk van het Verenigd Koninkrijk) met Italiaans-Somaliland. |
| Soedan                        | 1 januari 1956               | 1 januari 1956    | Onafhankelijkheidsverklaring door Anglo-Egyptisch Soedan van het Verenigd Koninkrijk en Egypte. |
| Swaziland                     | 6 september 1968             | 6 september 1968  | Onafhankelijk van het Verenigd Koninkrijk. |
| Tanzania                      | 26 april 1964                | 26 april 1964     | Unie van Tanganyika (op 9 december 1961 onafhankelijk van het Verenigd Koninkrijk) en Zanzibar (op 12 januari 1964 onafhankelijk van het Verenigd Koninkrijk) onder de naam Tanganyika en Zanzibar. Op 11 december 1964 wordt de naam gewijzigd in Tanzania.                                                               |
| Togo                          | 27 april 1960                | 27 april 1960     | Onafhankelijk van Frankrijk. |
| Tsjaad                        | 11 augustus 1960             | 11 augustus 1960  | Onafhankelijk van Frankrijk. |
| Tunesië                       | 20 maart 1956                | 20 maart 1956     | Onafhankelijk van Frankrijk. |
| Zambia                        | 24 oktober 1964              | 24 oktober 1964   | Onafhankelijk van het Verenigd Koninkrijk. |
| Zimbabwe                      | 11 november 1965             | 17 april 1980     | Onafhankelijk van het Verenigd Koninkrijk. Aanvankelijk onder de naam Rhodesië, vervolgens als Zimbabwe-Rhodesië en vanaf 1980 onder de naam Zimbabwe. |
| Zuid-Afrika                   | 11 december 1931             | 11 december 1931  | Op 31 mei 1910 vorming van het Britse dominion Unie van Zuid-Afrika. Met het Statuut van Westminster (1931) verkrijgt het land de onafhankelijkheid. Op 31 mei 1961 wordt Zuid-Afrika een republiek. |
| Zuid-Soedan                   | 9 juli 2011                  | 9 juli 2011       | Afscheiding van Soedan. |

## Azië
| Land                         | Onafhankelijkheidsverklaring                         | Erkenning                                                          | Toelichting |
| ---------------------------- | ---------------------------------------------------- | ------------------------------------------------------------------ | --- |
| Afghanistan                  | 8 augustus 1919                                      | 8 augustus 1919                                                    | Vrede van Rawalpindi, waarbij onafhankelijkheid van het Verenigd Koninkrijk werd gewaarborgd. |
| Armenië                      | 21 september 1991                                    | 25 december 1991                                                   | Onafhankelijkheidsverklaring tijdens het uiteenvallen van de Sovjet-Unie. |
| Azerbeidzjan                 | 30 augustus 1991                                     | 25 december 1991                                                   | Onafhankelijkheidsverklaring tijdens het uiteenvallen van de Sovjet-Unie. |
| Bahrein                      | 15 augustus 1971                                     | 15 augustus 1971                                                   | Onafhankelijk van het Verenigd Koninkrijk. |
| Bangladesh                   | 27 maart 1971                                        | 16 december 1971                                                   | Onafhankelijkheidsverklaring van Pakistan, erkend na de Indo-Pakistaanse Oorlog van 1971. |
| Bhutan                       | 8 augustus 1949                                      | 8 augustus 1949                                                    | Afscheiding van India bij verdrag, in navolging van de Deling van Brits-Indië. |
| Brunei                       | 1 januari 1984                                       | 1 januari 1984                                                     | Onafhankelijk van het Verenigd Koninkrijk. |
| Cambodja                     | 9 november 1953                                      | 20 december 1954                                                   | Onafhankelijk van Frankrijk. |
| China                        | 1 oktober 1949                                       | (niet erkend door Taiwan)                                          | Uitroeping van de Volksrepubliek China aan het einde van de Chinese Burgeroorlog; de Republiek China bleef bestaan op Taiwan. Als staat bestaat China sinds de stichting van de Qin-dynastie in 221 v. Chr. |
| Cyprus                       | 16 augustus 1960                                     | 16 augustus 1960                                                   | Onafhankelijk van het Verenigd Koninkrijk. |
| Filipijnen                   | 4 juli 1946                                          | 4 juli 1946                                                        | Onafhankelijk van de Verenigde Staten. |
| India                        | 14 augustus 1947                                     | 15 augustus 1947                                                   | Deling van Brits-Indië. |
| Indonesië                    | 17 augustus 1945                                     | 27 december 1949                                                   | Onafhankelijkheidsverklaring van de Republik Indonesia van Nederlands-Indië; soevereiniteitsoverdracht aan de Verenigde Staten van Indonesië. Op 19 mei 1950 werd de eenheidsrepubliek uitgeroepen. |
| Irak                         | 3 oktober 1932                                       | 3 oktober 1932                                                     | Het Brits Mandaat Mesopotamië liep af in 1932, en daarmee werd de in 1921 aangestelde Faisal I staatshoofd van het onafhankelijke Koninkrijk Irak. |
| Iran                         | 1 april 1979 (uitroepen Islamitische Republiek Iran) | 1 april 1979                                                       | Iran bestaat als staat onder verschillende vormen sinds ongeveer 550 v. Chr., toen het Achaemenidenrijk het Medenrijk omverwierp en de eerste Perzisch/Iraanse staat werd. |
| Israël                       | 14 mei 1948                                          | 14 mei 1948                                                        | Onafhankelijk van het Verenigd Koninkrijk. |
| Japan                        | 21 oktober 1600                                      | juni 1615                                                          | Na eerdere perioden van eenheid was Japan verdeeld tijdens de Sengoku-periode, die eindigde met de hereniging onder het Tokugawa-shogunaat in 1603, na de slag bij Sekigahara in 1600. De eenheid werd definitief na het Beleg van Osaka in 1614-1615.                                                                           |
| Jemen                        | 22 mei 1990                                          | 22 mei 1990                                                        | Vereniging tussen Noord-Jemen en Zuid-Jemen. |
| Jordanië                     |                                                      | 17 juni 1946                                                       | Onafhankelijk van het Verenigd Koninkrijk onder de naam Transjordanië. Op 3 april 1949 wordt de naam gewijzigd in Jordanië. |
| Kazachstan                   | 16 december 1991                                     | 25 december 1991                                                   | Onafhankelijkheidsverklaring tijdens het uiteenvallen van de Sovjet-Unie. |
| Kirgizië                     | 31 augustus 1991                                     | 25 december 1991                                                   | Onafhankelijkheidsverklaring tijdens het uiteenvallen van de Sovjet-Unie. |
| Koeweit                      | 19 juni 1961                                         | 19 juni 1961                                                       | Onafhankelijk van het Verenigd Koninkrijk. |
| Laos                         | 22 oktober 1953                                      | 21 juli 1954                                                       | Onafhankelijk van Frankrijk. |
| Libanon                      | 26 november 1941                                     | 22 november 1943                                                   | Onafhankelijk van Frankrijk. |
| Malediven                    | 1 januari 1953                                       | 1 januari 1953                                                     | Onafhankelijk van het Verenigd Koninkrijk. |
| Maleisië                     | 31 augustus 1957                                     | 31 augustus 1957                                                   | Onafhankelijk van het Verenigd Koninkrijk. |
| Mongolië                     | 19 december 1911                                     | 3 november 1912                                                    | Onafhankelijkheidsverklaring ten opzichte van het Chinese Keizerrijk tijdens de Xinhai-revolutie. In 1912 erkend door het Keizerrijk Rusland, tot 1921 nog bevochten door de Republiek China en pas in 1945 internationaal erkend.                                                                                               |
| Myanmar                      | 4 januari 1948                                       | 4 januari 1948                                                     | Onafhankelijk van het Verenigd Koninkrijk. |
| Nepal                        |                                                      |                                                                    | |
| Noord-Korea                  | 9 september 1948                                     | 27 juli 1953                                                       | Uitroeping van de Democratische Volksrepubliek Korea tijdens de Splitsing van Korea. De erkenning van de status quo volgde na de Koreaanse Oorlog met de Demarcatielijn in 1953. |
| Oezbekistan                  | 1 september 1991                                     | 25 december 1991                                                   | Onafhankelijkheidsverklaring tijdens het uiteenvallen van de Sovjet-Unie. |
| Oman                         |                                                      |                                                                    | |
| Oost-Timor                   | 28 november 1975                                     | 20 mei 2002                                                        | Onafhankelijkheidsverklaring van Portugal, daarna Indonesische bezetting. Een onder binnenlandse en buitenlandse druk referendum werd op 30 augustus 1999 gehouden waarin vóór onafhankelijkheid van Indonesië werd gestemd, die in 2002 werd erkend.                                                                            |
| Pakistan                     | 14 augustus 1947                                     | 15 augustus 1947                                                   | Deling van Brits-Indië. |
| Qatar                        | 3 september 1971                                     | 3 september 1971                                                   | Onafhankelijk van het Verenigd Koninkrijk. |
| Saoedi-Arabië                | 23 september 1932                                    | 23 september 1932                                                  | Nadat Abdul-Aziz bin Saud in de voorafgaande periode het grootste deel van het Arabisch Schiereiland had veroverd, verenigde hij in 1932 de verschillende rijken tot het Koninkrijk Saoedi-Arabië. |
| Singapore                    | 31 augustus 1963                                     | 31 augustus 1963                                                   | Onafhankelijk van het Verenigd Koninkrijk. Van 16 september 1963 tot 9 augustus 1965 maakte Singapore deel uit van Maleisië. |
| Sri Lanka                    | 4 februari 1948                                      | 4 februari 1948                                                    | Onafhankelijk van het Verenigd Koninkrijk onder de naam Ceylon. Op 22 mei 1972 werd de naam gewijzigd in Sri Lanka. |
| Syrië                        | 1 januari 1944                                       | 17 april 1946                                                      | Onafhankelijk van Frankrijk. |
| Tadzjikistan                 | 9 september 1991                                     | 25 december 1991                                                   | Onafhankelijkheidsverklaring tijdens het uiteenvallen van de Sovjet-Unie. |
| Taiwan                       | 10 oktober 1911                                      | 12 februari 1912 (niet (meer) erkend door de Volksrepubliek China) | Uitroeping van de Republiek China (1911-1928) tijdens de Xinhai-revolutie, die leidde tot het einde van het Chinese Keizerrijk; de Republiek China bleef bestaan op Taiwan toen de Volksrepubliek China werd uitgeroepen op het vasteland in 1949. Als staat bestaat China sinds de stichting van de Qin-dynastie in 221 v. Chr. |
| Thailand                     |                                                      |                                                                    | |
| Turkmenistan                 | 16 oktober 1991                                      | 25 december 1991                                                   | Onafhankelijkheidsverklaring tijdens het uiteenvallen van de Sovjet-Unie. |
| Verenigde Arabische Emiraten | 2 december 1971                                      | 2 december 1971                                                    | Onafhankelijk van het Verenigd Koninkrijk |
| Vietnam                      | 2 september 1945                                     | 21 juli 1954                                                       | Onafhankelijk van Frankrijk als Noord-Vietnam en Zuid-Vietnam. Op 2 juli 1976 herenigd tot Vietnam |
| Zuid-Korea                   | 15 augustus 1948                                     | 27 juli 1953                                                       | Uitroeping van de Eerste Republiek Korea tijdens de Splitsing van Korea. De erkenning van de status quo volgde na de Koreaanse Oorlog met de Demarcatielijn in 1953. |

## Europa
| Land                  | Onafhankelijkheidsverklaring                   | Erkenning                                     | Toelichting |
| --------------------- | ---------------------------------------------- | --------------------------------------------- | --- |
| Albanië               | 28 november 1912                               | 29 juli 1913                                  | Op 28 november 1912 verklaart Albanië zich onafhankelijk van het Ottomaanse Rijk. De onafhankelijkheid wordt erkend na het sluiten van de Vrede van Londen (1913). |
| Andorra               | 1 december 1813                                | 1 december 1813                               | Gevormd door een Franse graaf en een Catalaanse bisschop (tweeherigheid bij verdrag geregeld in 1278). Onafhankelijk gemaakt van het Eerste Franse Keizerrijk door Napoleon Bonaparte. |
| België                | 4 oktober 1830                                 | 19 april 1839 (Verdrag van Londen)            | Afscheiding van het Verenigd Koninkrijk der Nederlanden, zie Belgische Revolutie. Onafhankelijkheid wordt erkend bij het Verdrag van Londen (1839). |
| Bosnië en Herzegovina | 5 april 1992                                   | 23 mei 1992                                   | Afscheiding van Joegoslavië op 5 april 1992. Op 6 april volgt erkenning van de onafhankelijkheid door de Europese Gemeenschap en op 7 april door de Verenigde Staten. Toetreding tot de Verenigde Naties volgt op 23 mei. Echter leidde onenigheid hierover tot de Bosnische Oorlog, die pas beëindigd werd met het Akkoord van Dayton op 14 december 1995, wanneer de huidige staat en machtsverhoudingen door Joegoslavië zijn erkend.                                                                                            |
| Bulgarije             | 5 oktober 1908                                 | 5 oktober 1908                                | Onafhankelijk van het Ottomaanse Rijk. |
| Denemarken            |                                                |                                               | ca. 980 Erkend als staat door Harald I van Denemarken. Bij de Vrede van Kiel in 1814 werd Denemarken-Noorwegen ontbonden, en daardoor is Denemarken in huidige vorm ontstaan. |
| Duitsland             | 18 januari 1871 23 mei 1949                    | 10 mei 1871 (Vrede van Frankfurt 5 mei 1955   | Stichting van het Duitse Keizerrijk. De huidige Bondsrepubliek Duitsland is in 1949 opgericht uit de Britse, Amerikaanse en Franse geallieerde bezettingszones in Duitsland; in 1955 werd de Bondsrepubliek Duitsland "volledige soevereiniteit" verleend door de geallieerden. Op 3 oktober 1990 vond de Duitse hereniging plaats, waarbij de Duitse Democratische Republiek zich aansloot bij de Bondsrepubliek Duitsland. |
| Estland               | 24 februari 1918 20 augustus 1991              | 2 februari 1920 6 september 1991              | De republiek Estland verklaarde zich onafhankelijk van Rusland. Tijdens de Tweede Wereldoorlog werd het eerst bezet door de Sovjet-Unie, daarna bezet door nazi-Duitsland en ingelijfd in het rijkscommissariaat Ostland, daarna weer bezet door de Sovjet-Unie en omgevormd door tot de Estse Socialistische Sovjetrepubliek. 20 augustus 1991 werd Estland opnieuw onafhankelijk van Sovjet-Unie. |
| Finland               | 6 december 1917                                | 4 januari 1918                                | Onafhankelijk van Rusland, aanvankelijk als koninkrijk, sinds 14 december 1918 als republiek. |
| Frankrijk             | 843 5 oktober 1958                             | 843 5 oktober 1958                            | Verdrag van Verdun, waarbij West-Francië ontstond, dat later 'Frankrijk' zou gaan heten (tot 987 was er nog een band met het Karolingische Rijk). Het land heeft wel verschillende staatsvormen en grenzen gekend en is dus verschillende keren heropgericht. De huidige Vijfde Franse Republiek is opgericht op 5 oktober 1958. |
| Georgië               | 26 mei 1918 9 april 1991                       | 7 mei 1920 / 27 januari 1921 26 december 1991 | De Democratische Republiek Georgië verklaarde zich op 26 mei 1918 onafhankelijk van het Russisch Rijk. Op 7 mei 1920 werd de republiek erkend door Sovjet-Rusland middels het Verdrag van Moskou. In januari 1921 volgde bredere de jure erkenning door de geallieerden, maar een maand later viel de republiek na een succesvolle invasie van het Rode Leger en werd het land als Georgische Socialistische Sovjetrepubliek opgenomen in de Sovjet-Unie. Op 9 april 1991 verklaarde Georgië zich onafhankelijk van de Sovjet-Unie. |
| Griekenland           | 13 januari 1822                                | 3 februari 1830                               | Onafhankelijk van het Ottomaanse Rijk. |
| Hongarije             | 16 november 1918                               |                                               | Onafhankelijk van Oostenrijk-Hongarije. |
| Ierland               | 1916 (The Proclamation)                        | 6 december 1921 (Anglo-Iers Verdrag)          | Onafhankelijkheid van het Verenigd Koninkrijk. |
| IJsland               | 1 december 1918                                | 1 december 1918                               | Onafhankelijk van Denemarken. Tot 10 april 1940 (de jure tot 17 mei 1941) in personele unie met Denemarken verbonden. De eerste IJslandse staat, het IJslands Gemenebest, was echter al in 930 gesticht. |
| Italië                | 17 maart 1861                                  | 17 maart 1861                                 | Uitroeping van het Koninkrijk Italië. |
| Kosovo                | 17 februari 2008                               | omstreden                                     | Eenzijdige onafhankelijkheidsverklaring t.o.v. Servië. |
| Kroatië               | 25 juni 1991                                   | 15 januari 1992                               | Eenzijdige onafhankelijkheidsverklaring t.o.v. Joegoslavië. |
| Letland               | 18 november 1918 21 augustus 1991              | 26 januari 1921 6 september 1991              | Onafhankelijk van Rusland. |
| Liechtenstein         | 12 juli 1806                                   |                                               | Onafhankelijk van het Heilige Roomse Rijk. |
| Litouwen              | 16 februari 1918 11 maart 1991                 | 2 november 1918 6 september 1991              | Uitroepen van de onafhankelijkheid na de Duitse bezetting en de verwarring als gevolg van de Russische Revolutie. |
| Luxemburg             | 9 juni 1815                                    | 9 juni 1815                                   | Onafhankelijk van Frankrijk. Tot 23 november 1890 in personele unie met Nederland verbonden. |
| Noord-Macedonië       | 8 september 1991                               | 8 april 1993                                  | Eenzijdige onafhankelijkheidsverklaring t.o.v. Joegoslavië. Dit is 8 april 1993 erkend door de Verenigde Naties. |
| Malta                 | 21 september 1964                              | 13 december 1974                              | Malta was een Britse kolonie tot de onafhankelijkheid binnen het Britse gemenebest op 21 september 1964. Tot 1974 was de Britse vorstin het staatshoofd; daarna werd het land een republiek. Malta is op 1 mei 2004 toegetreden tot de Europese Unie. |
| Moldavië              | 27 augustus 1991                               | 26 december 1991                              | Na de verkiezingen van juli 2009 kwam een coalitie van pro-Westerse partijen aan de macht, die Moldavië dichter bij de Europese Unie wil brengen. |
| Monaco                |                                                |                                               | Tot aan de grondwet van 1911 waren de vorsten van Monaco absolute heersers. In juli 1918 werd een verdrag getekend dat Frankrijk beschermheerschap verleende over Monaco. Dit verdrag, onderdeel van het Verdrag van Versailles, bepaalde tevens dat Monaco het Franse militaire, politieke en economische beleid zou gaan volgen. |
| Montenegro            | 3 juni 2006                                    | 4 juni 2006                                   | Onafhankelijkheidsverklaring, op 4 juni 2006 door Servië aanvaard; daarmee viel het land Servië en Montenegro uiteen. De dag van de volksraadpleging over de onafhankelijkheid, 21 mei 2006, is de nationale feestdag. |
| Nederland             | 23 januari 1579                                | 24 oktober 1648                               | Onafhankelijk van het Spaanse Rijk als de Republiek der Zeven Verenigde Nederlanden. Het Plakkaat der Verlatinghe (de "onafhankelijkheidsverklaring") dateert van 16 juli 1581, de Vrede van Münster (Vrede van Westfalen) werd op 30 januari 1648 getekend, maar werd effectief per 15 mei 1648 met de erkenning van De Republiek door Spanje en het Habsburgse Rijk. |
| Noorwegen             | 7 juni 1905                                    |                                               | Ontbinding van de Noors-Zweedse Unie. |
| Oekraïne              | 24 augustus 1991                               | 26 december 1991                              | Na de staatsgreep in Moskou riep het Oekraïense parlement op 24 augustus 1991 de onafhankelijkheid uit. Het land wordt sinds de onafhankelijkheid meestal aangeduid als ‘Oekraïne’, zonder het lidwoord ‘de’. |
| Oostenrijk            | 10 september 1919                              | 27 juli] 1955                                 | Het land was van 1867 tot 1918 onderdeel van de dubbelmonarchie Oostenrijk-Hongarije. In 1919 ontstond de Eerste Oostenrijkse Republiek. Na de Duitse annexatie en bezetting in de Tweede Wereldoorlog en de bezetting door de geallieerden in de periode daarna, werd in 1955 Oostenrijk middels het Oostenrijks Staatsverdrag weer zelfstandig en werd de Tweede Oostenrijkse Republiek gevestigd. |
| Polen                 | 11 november 1918                               |                                               | Onafhankelijkheidsdag; Teruggave na de Eerste Wereldoorlog van zijn territoria van Pruisen, Oostenrijk en de Sovjet-Unie |
| Portugal              | 25 juli 1139                                   | 5 oktober 1139                                | 1139, tijdens de Reconquista, wordt gezien als het jaar waarin het land onafhankelijk werd. In de vroegmoderne tijd groeide het land uit tot het Portugese Rijk, een wereldmacht die overzeese gebieden in Afrika, Azië en Zuid-Amerika omvatte. In 1999 kwam met de overdracht van Macau aan China een eind aan de koloniale bezittingen. |
| Roemenië              | 24 januari 1861                                | 10 mei 1881                                   | Na een langdurige strijd tegen de Ottomanen erkende Sultan Abdülaziz de staat uiteindelijk op 23 december 1861, en waarna Moldavië en Walachije op 24 januari 1862 formeel werden verenigd tot Roemenië met als hoofdstad Boekarest. Op 10 mei 1881 werd Carol I tot de eerste koning ('rege') van Roemenië gekroond. |
| Rusland               | 12 juni 1990                                   | 25 december 1991                              | Soevereiniteitsverklaring van de RSFSR, gevolgd door de uittreding ervan uit de Sovjet-Unie. De Russische Federatie wordt echter als een voortzetting van de Sovjet-Unie gezien en nam diens staatsrechtelijke rechtspersoonlijkheid over. De Sovjet-Unie is weer een voortzetting van het Russische Keizerrijk dat weer uit het Grootvorstendom Moskou voortkomt, dat in 1328 soeverein werd. De oudste Russische staat was echter het Kievse Rijk dat in 882 gesticht werd.                                                       |
| San Marino            | 1797                                           | 11 april 1814                                 | Erkenning van de soevereiniteit door Frankrijk (1797) en het Congres van Wenen (1815). |
| Servië                | 4 juni 2006                                    | 28 juni 2006                                  | Ontbinding van de confederatie Servië en Montenegro. |
| Slovenië              | 25 juni 1991                                   | 23 mei 1992                                   | Dag van de soevereiniteit: eenzijdige onafhankelijkheidsverklaring t.o.v. Joegoslavië. Dit wordt 15 januari 1992 erkend. |
| Slowakije             | 1 januari 1993                                 |                                               | Splitsing van Tsjecho-Slowakije. |
| Spanje                | 16 januari 1716                                |                                               | Decreten van Nueva Planta (1707-1716) bepalen de fusie van de Kroon van Castilië en de Kroon van Aragon, waardoor de eerste Spaanse eenheidsstaat ontstaat. Het gehele "Spaanse Rijk" gaat terug tot 1479 (dynastieke unie)/1492 (territoriale unie)/1516 (personele unie). |
| Tsjechië              | 1 januari 1993                                 |                                               | Splitsing van Tsjecho-Slowakije. |
| Turkije               | 23 april 1920 30 augustus 1922 29 oktober 1923 |                                               | Installatie van het parlement Einde van de Turkse Onafhankelijkheidsoorlog Uitroepen van de republiek |
| Vaticaanstad          | 11 februari 1929                               |                                               | Oprichting van Vaticaanstad los van Italië. |
| Verenigd Koninkrijk   |                                                | 1 januari 1801                                | Wettelijke samenvoeging van Groot-Brittannië en Ierland |
| Wit-Rusland           | 3 juli 1944 25 augustus 1991                   | 26 december 1991                              | Herdenking van de bevrijding van Minsk uit de handen van de nazi's. De meest recente onafhankelijkheid is 19 september 1991, het uitroepen van de onafhankelijkheid van de Wit-Russische Socialistische Sovjetrepubliek. |
| Zweden                | 6 juni 1523                                    |                                               | De dag werd gevierd ter nagedachtenis van afbreken van de personele unie met Denemarken (Unie van Kalmar) door Gustav Vasa en hij koning van de zelfstandige staat Zweden werd. Sinds 1916 wordt 6 juni als Dag van de Zweedse vlag gevierd. |
| Zwitserland           | 1848                                           |                                               | Definitieve omvorming tot bondsstaat na een kleine burgeroorlog |

## Noord-Amerika
| Land                           | Onafhankelijkheidsverklaring | Erkenning                                | Toelichting |
| ------------------------------ | ---------------------------- | ---------------------------------------- | --- |
| Antigua en Barbuda             | 1 november 1981              | 1 november 1981                          | Onafhankelijk van het Verenigd Koninkrijk. |
| Bahama's                       | 10 juli 1973                 | 10 juli 1973                             | Onafhankelijk van het Verenigd Koninkrijk. |
| Barbados                       | 30 november 1966             | 30 november 1966                         | Onafhankelijk van het Verenigd Koninkrijk. |
| Belize                         | 21 september 1981            | 21 september 1981                        | Onafhankelijk van het Verenigd Koninkrijk. |
| Canada                         | 11 december 1931             | 11 december 1931                         | Op 1 juli 1867 wordt Canada opgericht als dominion van het Britse Rijk. Onafhankelijkheid wordt verkregen na ondertekening van het Statuut van Westminster in 1931.         |
| Costa Rica                     | 12 november 1821             | 10 mei 1850                              | Onafhankelijk van Spanje. |
| Cuba                           | 20 mei 1902                  | 20 mei 1902                              | Na de Spaans-Amerikaanse Oorlog verklaarden de Verenigde Staten Cuba onafhankelijk.                                                                                         |
| Dominica                       | 3 november 1978              | 3 november 1978                          | Onafhankelijk van het Verenigd Koninkrijk. |
| Dominicaanse Republiek         | 14 september 1863            | 11 juli 1865                             | Onafhankelijk van Spanje. |
| El Salvador                    | 11 januari 1822              | 1 juli 1823                              | Onafhankelijk verklaard van Spanje (1822). Onafhankelijk van Mexico geworden (1823) als Centraal-Amerika. Werd op 2 februari 1841 El Salvador.                              |
| Grenada                        | 7 februari 1974              | 7 februari 1974                          | Onafhankelijk van het Verenigd Koninkrijk. |
| Guatemala                      | 15 september 1821            | 15 september 1821                        | Onafhankelijk van Spanje. |
| Haïti                          | 1 januari 1804               | 17 april 1825                            | Onafhankelijk van Frankrijk. |
| Honduras                       | 26 oktober 1838              | 26 oktober 1838                          | Onafhankelijk van de Verenigde Staten van Centraal-Amerika. |
| Jamaica                        | 6 augustus 1962              | 6 augustus 1962                          | Onafhankelijk van het Verenigd Koninkrijk. |
| Mexico                         | 6 november 1813              | 28 december 1836 (Santa Maria-Calatrava) | Onafhankelijkheidsverklaring tijdens de Mexicaanse Onafhankelijkheidsoorlog tegen het Spaanse Rijk. Na Spaanse heroveringspogingen in 1821-1829 werd Mexico in 1836 erkend. |
| Nicaragua                      | 2 mei 1838                   | 2 mei 1838                               | Onafhankelijk van Centraal-Amerika. |
| Panama                         | 3 november 1903              | 6 november 1903                          | Onafhankelijk verklaard van Colombia. Onafhankelijkheidsverklaring ontvangen op 6 november.                                                                                 |
| Saint Kitts en Nevis           | 19 september 1983            | 19 september 1983                        | Onafhankelijk van het Verenigd Koninkrijk. |
| Saint Lucia                    | 22 februari 1979             | 22 februari 1979                         | Onafhankelijk van het Verenigd Koninkrijk. |
| Saint Vincent en de Grenadines | 27 oktober 1979              | 27 oktober 1979                          | Onafhankelijk van het Verenigd Koninkrijk. |
| Trinidad en Tobago             | 31 augustus 1962             | 31 augustus 1962                         | Onafhankelijk van het Verenigd Koninkrijk. |
| Verenigde Staten               | 4 juli 1776                  | 3 september 1783                         | Amerikaanse Onafhankelijkheidsverklaring tijdens de Amerikaanse Revolutie tegen Groot-Brittannië. 4 juli (Independence Day) is de nationale feestdag.                       |

## Oceanië
| Land                | Onafhankelijkheidsverklaring | Erkenning         | Toelichting |
| ------------------- | ---------------------------- | ----------------- | --- |
| Australië           | 9 oktober 1942               | 9 oktober 1942    | Op 1 januari 1901 wordt Australië een dominion van het Britse Rijk. Onafhankelijkheid wordt verkregen na het onderteken van het Statuut van Westminster in 1942.        |
| Fiji                | 10 oktober 1970              | 10 oktober 1970   | Onafhankelijk van het Verenigd Koninkrijk. |
| Kiribati            | 12 juli 1979                 | 12 juli 1979      | Onafhankelijk van het Verenigd Koninkrijk. |
| Marshalleilanden    | 21 oktober 1986              | 21 oktober 1986   | Onafhankelijk van de Verenigde Staten. |
| Micronesië          | 3 november 1986              | 3 november 1986   | Onafhankelijk van de Verenigde Staten. |
| Nauru               | 31 januari 1968              | 31 januari 1968   | Onafhankelijk van Australië, Nieuw-Zeeland en het Verenigd Koninkrijk.                                                                                                  |
| Nieuw-Zeeland       | 25 november 1947             | 25 november 1947  | Op 26 september 1907 wordt Nieuw-Zeeland een dominion van het Britse Rijk. Onafhankelijkheid wordt verkregen na het onderteken van het Statuut van Westminster in 1947. |
| Palau               | 1 oktober 1994               | 1 oktober 1994    | Onafhankelijk van de Verenigde Staten. |
| Papoea-Nieuw-Guinea | 16 september 1975            | 16 september 1975 | Onafhankelijk van Australië |
| Salomonseilanden    | 7 juli 1978                  | 7 juli 1978       | Onafhankelijk van het Verenigd Koninkrijk. |
| Samoa               | 1 januari 1962               | 1 januari 1962    | Onafhankelijk van Nieuw-Zeeland onder de naam West-Samoa. Op 4 juli 1997 is de naam gewijzigd in Samoa.                                                                 |
| Tonga               | 4 juni 1970                  | 4 juni 1970       | Onafhankelijk van het Verenigd Koninkrijk. |
| Tuvalu              | 1 oktober 1978               | 1 oktober 1978    | Onafhankelijk van het Verenigd Koninkrijk. |
| Vanuatu             | 30 juli 1980                 | 30 juli 1980      | Onafhankelijk van Frankrijk. |

## Zuid-Amerika
| Land       | Onafhankelijkheidsverklaring | Erkenning        | Toelichting |
| ---------- | ---------------------------- | ---------------- | --- |
| Argentinië | 9 juli 1816                  | 9 juli 1816      | Onafhankelijk van Spanje onder de naam Verenigde Provincies van Zuid-Amerika. Op 23 januari 1825 wordt de naam gewijzigd in de Verenigde Provincies van de Río de la Plata en op 4 januari 1831 in Argentinië. |
| Bolivia    | 6 augustus 1825              | 18 mei 1826      | Onafhankelijk van Peru onder de naam Opper-Peru. Op 11 augustus 1825 wordt de naam gewijzigd in Bolívar en op 25 mei 1826 in Bolivia. |
| Brazilië   | 7 september 1822             | 13 mei 1825      | Onafhankelijk van Portugal. |
| Chili      | 12 februari 1818             | 25 april 1844    | Onafhankelijk van Spanje. |
| Colombia   | 20 juli 1810                 | 7 augustus 1819  | Onafhankelijk van Spanje onder de naam Nieuw-Grenada. Op 17 december 1819 werd de naam gewijzigd in Colombia, maar van 21 november 1831 tot 22 mei 1858 heette het land weer Nieuw-Grenada. In 1858 werd de naam gewijzigd in de Granadijnse Confederatie tot op 18 juli 1861 de naam weer werd gewijzigd in Nieuw-Grenada. Sinds 20 september 1861 is de naam weer Colombia. |
| Ecuador    | 9 oktober 1820               | 13 mei 1830      | Onafhankelijk van Spanje. Van 31 juli 1822 tot 13 mei 1830 was Ecuador een onderdeel van Groot-Colombia. Eerst onafhankelijk als Zuid-Colombia maar vanaf 22 september 1830 als Ecuador. |
| Guyana     | 26 mei 1966                  | 26 mei 1966      | Onafhankelijk van het Verenigd Koninkrijk. |
| Paraguay   | 14 mei 1811                  | 15 mei 1811      | Onafhankelijk van Spanje. |
| Peru       | 28 juli 1821                 | 14 augustus 1879 | Onafhankelijk van Spanje. |
| Suriname   | 25 november 1975             | 25 november 1975 | Onafhankelijk van Nederland, zie Surinaamse onafhankelijkheid. |
| Uruguay    | 25 augustus 1825             | 1 december 1828  | Onafhankelijk van de Brazilië als Montevideo. Naam werd gewijzigd naar Uruguay op 18 juli 1830. |
| Venezuela  | 14 juli 1811                 | 30 maart 1845    | Onafhankelijk van Spanje. Van 17 december 1819 tot 13 januari 1830 was Venezuela een onderdeel van Groot-Colombia. |

1. ↑  Sovjet Rusland
2. ↑  Geallieerden